# La Loge-aux-Chèvres
La Loge-aux-Chèvres – miejscowość i gmina we Francji, w regionie Grand Est, w departamencie Aube.
Według danych na rok 1990 gminę zamieszkiwało 67 osób, a gęstość zaludnienia wynosiła 24 osób/km².